# Distichodus affinis
Distichodus affinis é uma espécie de peixe da família Distichodontidae.